# Petkowo (Oblast Sofia)
Petkowo (auch Petkovo, bulgarisch Петково, Aussprache: [pɛt'kɔvɔ]) ist ein Dorf in Bulgarien in der Gemeinde Elin Pelin, Oblast Sofia.

## Geographie
Das Dorf liegt etwa 22 km östlich der Hauptstadt Sofia in einer ausgedehnten Tiefebene, die im Norden vom Balkangebirge und im Süden vom Witoschagebirge begrenzt wird.
Im Süden und Osten wird das Dorf vom Fluss Makotsewska Reka (bulgarisch Макоцевска река) umflossen.
Nachbarorte Petkowos sind im Westen die Gemeinde Elin Pelin, im Nordwesten Dolna Malina, im Osten Aprilowo, sowie im Süden Lesnowo.

## Geschichte
Das Dorf wurde zur Zeit Zar Iwan Alexanders gegründet. Im Jahre 1380 wurde die Siedlung von osmanischen Truppen erobert und vollständig zerstört. Im 19. Jahrhundert wurde das Dorf unter dem türkischen Namen Kodjamatliewo (bulgarisch Коджаматлиево) neugegründet.
In der Zeit zwischen Erstem und Zweitem Weltkrieg wurde die Kirche Sweta Prepodobna Petka Paraskewa in der Ortsmitte gebaut. Seit 1937 führt das Dorf den Namen Petkowo nach der Namensgeberin der Kirche.
Im August 2005 kam es in der Region nach tagelangen Regenfällen zu schweren Überschwemmungen, während derer auch Petkowo überflutet war.

## Wirtschaft
Neben einer Reihe kleinerer landwirtschaftlicher Betriebe sind in einem Gewerbegebiet im Nordosten des Dorfes eine Möbelfabrik und zwei Getreidemühlen ansässig. Daneben gibt es drei Supermärkte, eine Eisenwarenhandlung und einige kleine Handwerksbetriebe.

## Infrastruktur
Petkowo verfügt über ein Stromnetz, Wasserversorgung und Kanalisation. Außer der Hauptverkehrsstraße, die den Ort mit Elin Pelin und Dolna Malina verbindet, sind nur wenige weitere Straßen asphaltiert.

## Kultur

### Einrichtungen
- Kirche Sweta Petka
- Kindergarten
- Bibliothek
- Postamt
- Pensionärsklub
- Friedhof

Die ehemalige Grundschule Otets Paisij ist geschlossen.

### Volksfeste
Dorffeiertag Petkowos ist der 14. Oktober, der Petkowden (bulgarisch Петковден) zu dem auf dem Dorfplatz alljährlich ein Volksfest mit traditionellen bulgarischen Tänzen stattfindet.

## Politik
Zum Bürgermeister des Dorfes wurde bei den Kommunalwahlen 2019 im ersten Wahlgang mit 83,54 % der Stimmen zum dritten Mal hintereinander Borislaw Stoitschew von der Partei GERB gewählt.